# Pixie Lott
Pixie Lott, född 12 januari 1991 i Bromley i London, är en brittisk skådespelare, sångare och dansare. Hennes debutsingel, "Mama Do (Uh Oh, Uh Oh)", gick direkt in på förstaplatsen på UK Singles Chart i juni 2009.
Lott har medverkat i My Super Sweet 16, Eastenders, Fred The Movie och i ett avsnitt av Melrose Place (2010).

## Diskografi

### Studioalbum
- 2009 – Turn It Up
- 2011 – Young Foolish Happy
- 2014 – Pixie Lott

### Singlar
Hitsinglar (topp 20 på UK Singles Chart)
- 2009 – "Mama Do (Uh Oh, Uh Oh)" (#1)
- 2009 – "Boys and Girls" (#1)
- 2009 – "Cry Me Out" (#12)
- 2010 – "Gravity" (#20)
- 2010 – "Turn It Up" (#11)
- 2010 – "Broken Arrow" (#12)
- 2011 – "All About Tonight" (#1)
- 2011 – "What Do You Take Me For?" (med Pusha T) (#10)
- 2012 – "Kiss the Stars" (#8)
- 2014 – "Nasty" (med The Vamps) (#9)